# Capa F

Capas de la ionosfera terrestre. Durante el día, la capa F se estratifica en dos capas diferentes: la F1 y la F2.

La capa F o capa de Appleton (en honor al físico inglés Edward Appleton) es una región de la ionosfera caracterizada por su capacidad de reflejar las ondas electromagnéticas de una determinada frecuencia que la atraviesan. Se encuentra generalmente entre unos 300 a 500 kmsnm.
Para que se produzca la reflexión en esta capa, las ondas deben tener generalmente una frecuencia inferior a los 10 MHz (a frecuencias superiores la onda escapa al espacio) o superiores a 3 MHz (ya que a estas frecuencias se reflejaría en capas inferiores, como la capa E).
Mediante la reflexión en esta capa, se pueden conseguir propagaciones de hasta unos 4000 km por cada salto, siendo posible alcanzar más distancias mediante sucesivas reflexiones ionosfera-tierra.
- Datos: Q2301494